# Pod Michałowem
Pod Michałowem – osada w Polsce położona w województwie mazowieckim, w powiecie lipskim w gminie Rzeczniów.
W latach 1975–1998 miejscowość administracyjnie należała do województwa radomskiego.